# Hypsiboas pugnax
Espèce
Synonymes
- Hyla pugnax Schmidt, 1857

Statut de conservation UICN

 LC  : Préoccupation mineure
Hypsiboas pugnax est une espèce d'amphibiens de la famille des Hylidae.

## Répartition
Cette espèce se rencontre jusqu'à 700 m d'altitude :

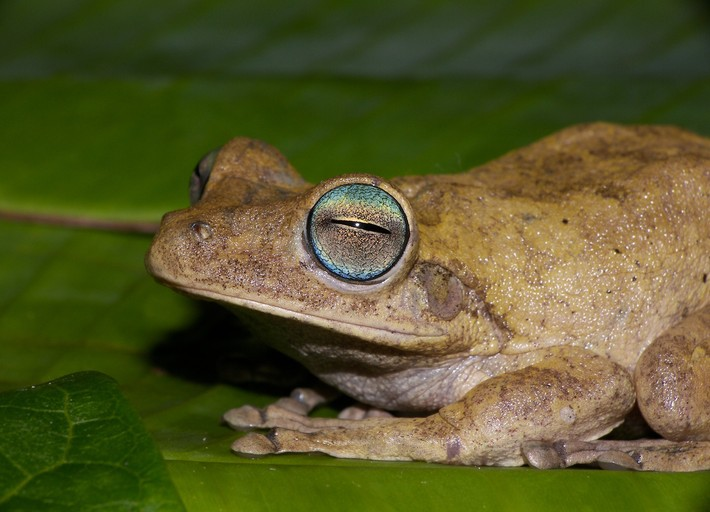
Hypsiboas pugnax

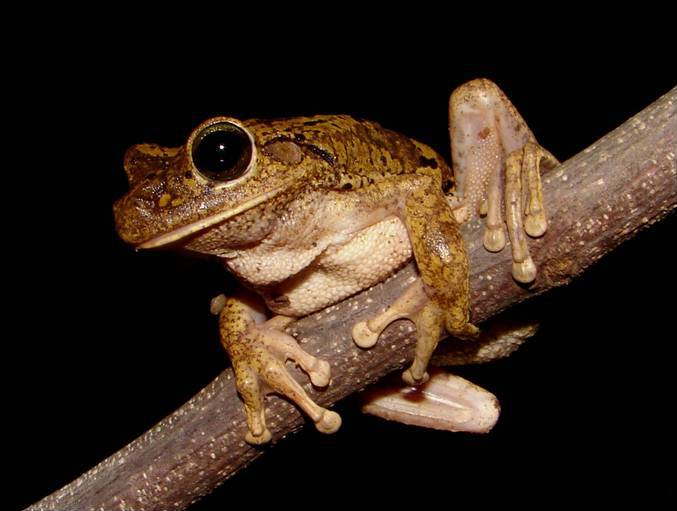
Hypsiboas pugnax

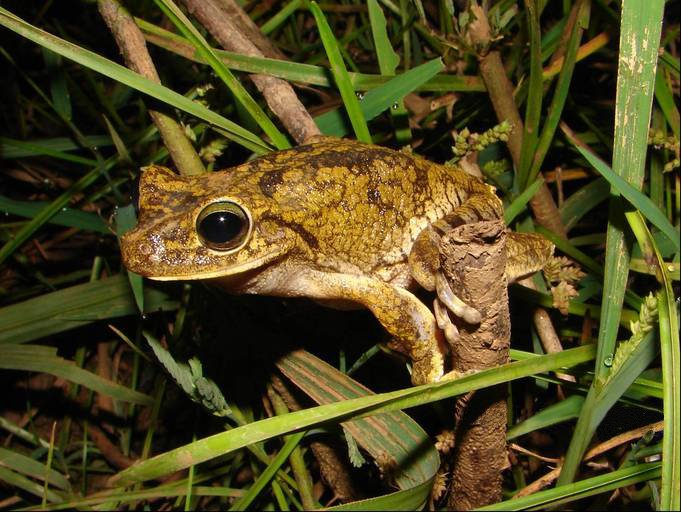
Hypsiboas pugnax

- au Panama ;
- dans le nord de la Colombie ;
- dans l'ouest du Venezuela.

## Publication originale
- Schmidt, 1857 : Diagnosen neuer frösche des zoologischen cabinets zu krakau. Sitzungberichte der Mathematisch-Naturwissenschaftlichen Classe der Kaiserlichen Akademie der Wissenschaften, vol. 24, p. 10–15 (texte intégral).